# Coz I Luv You
"Coz I Luv You" is een nummer van de Britse band Slade. Het nummer verscheen in maart 1972 op het album Coz I Luv You (Polydor 2083 100), maar werd al op 8 oktober 1971 uitgebracht als single.

## Achtergrond
"Coz I Luv You" is geschreven door zanger en gitarist Noddy Holder en basgitarist Jim Lea en geproduceerd door manager Chas Chandler. Het nummer bevat een elektrische viool, gespeeld door Lea. Het werd geschreven nadat Chandler de band vroeg om een eigen nummer uit te brengen als hun volgende single. Op een avond ging Lea bij Holder langs met zijn viool en een idee voor een nummer dat hij bedacht nadat hij "Nine by Nine" van The John Dummer Band hoorde. Lea suggereerde dat hij en Holder een nummer zouden schrijven met invloeden van de Hot Club-oprichters Django Reinhardt en Stéphane Grappelli. Het nummer werd in een half uur geschreven en was de eerste samenwerking tussen Holder en Lea, die het grootste deel van het oeuvre van Slade schreven. De volgende dag speelde de band een akoestische versie voor Chandler, die hen vertelde dat zij hun eerste nummer 1-hit hadden geschreven.
Direct na het schrijven van "Coz I Luv You" ging de band de studio in om het op te nemen. Alhoewel Chandler het een goed nummer vond, was de rest van de band minder enthousiast omdat het te "poppy" was en het minder sterk klonk dan de voorgaande single "Get Down and Get with It". Als reactie voegde de band meer klappende handen en stampende voeten toe om het meer een Slade-nummer te maken. De band vond ook dat de oorspronkelijke titel, "Because I Love You", niet overeen kwam met het imago van de band, waarop Holder de titel veranderde naar "Coz I Luv You" zodat de Black Country-afkomst van de band beter zichtbaar was. Het was de eerste keer dat de titel van een Slade-nummer verkeerd werd gespeld, wat een van hun handelsmerken zou worden.
"Coz I Luv You" werd de eerste nummer 1-hit van Slade in de UK Singles Chart; ook in Ierland werd de hoogste positie in de hitlijsten behaald. Daarnaast kwam de single in de top 10 terecht in onder meer Australië en Duitsland. In Nederland behaalde het de derde plaats in de Top 40 en de tweede plaats in de Daverende Dertig, terwijl in Vlaanderen de zevende plaats in de voorloper van de Ultratop 50 werd gehaald. Een jaar na de uitgave van de single werd een compilatiealbum met vroege hits, B-kanten en albumtracks van Slade naar het nummer vernoemd. Het nummer werd gebruikt in de films Velvet Goldmine en El Lobo en de televisieserie Life on Mars. Het is gecoverd door onder meer James Blunt, Böhse Onkelz, Noddy Holder (solo), Jim Lea (solo), Vice Squad en The Wonder Stuff.

## Hitnoteringen

### Nederlandse Top 40
| Hitnotering: 04-12-1971 t/m 26-02-1972 | Hitnotering: 04-12-1971 t/m 26-02-1972 | Hitnotering: 04-12-1971 t/m 26-02-1972 | Hitnotering: 04-12-1971 t/m 26-02-1972 | Hitnotering: 04-12-1971 t/m 26-02-1972 | Hitnotering: 04-12-1971 t/m 26-02-1972 | Hitnotering: 04-12-1971 t/m 26-02-1972 | Hitnotering: 04-12-1971 t/m 26-02-1972 | Hitnotering: 04-12-1971 t/m 26-02-1972 | Hitnotering: 04-12-1971 t/m 26-02-1972 | Hitnotering: 04-12-1971 t/m 26-02-1972 | Hitnotering: 04-12-1971 t/m 26-02-1972 | Hitnotering: 04-12-1971 t/m 26-02-1972 | Hitnotering: 04-12-1971 t/m 26-02-1972 | Hitnotering: 04-12-1971 t/m 26-02-1972 |
| Week                                   | 1                                      | 2                                      | 3                                      | 4                                      | 5                                      | 6                                      | 7                                      | 8                                      | 9                                      | 10                                     | 11                                     | 12                                     | 13                                     |                                        |
| -------------------------------------- | -------------------------------------- | -------------------------------------- | -------------------------------------- | -------------------------------------- | -------------------------------------- | -------------------------------------- | -------------------------------------- | -------------------------------------- | -------------------------------------- | -------------------------------------- | -------------------------------------- | -------------------------------------- | -------------------------------------- | -------------------------------------- |
| Nummer                                 | 29                                     | 16                                     | 9                                      | 5                                      | 4                                      | 3                                      | 3                                      | 5                                      | 6                                      | 10                                     | 17                                     | 27                                     | 36                                     | uit                                    |

### Daverende Dertig
| Hitnotering: 04-12-1971 t/m 12-02-1972 | Hitnotering: 04-12-1971 t/m 12-02-1972 | Hitnotering: 04-12-1971 t/m 12-02-1972 | Hitnotering: 04-12-1971 t/m 12-02-1972 | Hitnotering: 04-12-1971 t/m 12-02-1972 | Hitnotering: 04-12-1971 t/m 12-02-1972 | Hitnotering: 04-12-1971 t/m 12-02-1972 | Hitnotering: 04-12-1971 t/m 12-02-1972 | Hitnotering: 04-12-1971 t/m 12-02-1972 | Hitnotering: 04-12-1971 t/m 12-02-1972 | Hitnotering: 04-12-1971 t/m 12-02-1972 | Hitnotering: 04-12-1971 t/m 12-02-1972 | Hitnotering: 04-12-1971 t/m 12-02-1972 |
| Week                                   | 1                                      | 2                                      | 3                                      | 4                                      | 5                                      | 6                                      | 7                                      | 8                                      | 9                                      | 10                                     | 11                                     |                                        |
| -------------------------------------- | -------------------------------------- | -------------------------------------- | -------------------------------------- | -------------------------------------- | -------------------------------------- | -------------------------------------- | -------------------------------------- | -------------------------------------- | -------------------------------------- | -------------------------------------- | -------------------------------------- | -------------------------------------- |
| Nummer                                 | 28                                     | 16                                     | 7                                      | 5                                      | 3                                      | 2                                      | 3                                      | 4                                      | 9                                      | 10                                     | 18                                     | uit                                    |

### NPO Radio 2 Top 2000
| Nummer met noteringen in de NPO Radio 2 Top 2000 | '99 | '00 | '01 | '02 | '03 | '04 | '05  | '06  | '07  | '08  | '09  | '10  | '11  |
| ------------------------------------------------ | --- | --- | --- | --- | --- | --- | ---- | ---- | ---- | ---- | ---- | ---- | ---- |
| Coz I Luv You                                    | 884 | 534 | 895 | 883 | 984 | 972 | 1069 | 1388 | 1426 | 1172 | 1295 | 1590 | 1888 |

1. ↑  Een vetgedrukt getal geeft de hoogste notering aan.
2. ↑  Deze tabel is bijgewerkt tot en met de laatste editie (2024).